# Первый известный почтовый штемпель
Первый известный почтовый штемпель (англ. Earliest Reported Postmark, сокращённо ERP) — термин, используемый Объединённым обществом коллекционеров цельных вещей (UPSS) в США для обозначения самых ранних почтовых штемпелей на выпущенных цельных вещах.

## Описание
С 1970-х годов Объединённое общество коллекционеров цельных вещей формирует базу данных, в которую занесены самые первые известные штемпели, нанесённые на маркированных конвертах, почтовых карточках или почтовых листах. Штемпели обычно имеют дату, отстоящую от официальной даты выпуска соответствующей цельной вещи на несколько дней, а иногда даже на много месяцев.
Первый известный почтовый штемпель следует отличать от термина «гашение первого дня», для которого используются штемпели первого дня выпуска и часто штемпели с рисунком, на которых указывают город и дату, где и когда данная цельная вещь впервые поступила в обращение.
Будучи в первую очередь американским начинанием, этот проект Объединённого общества коллекционеров цельных вещей недавно расширил свои рамки и включил также выпуски Кубы в период оккупации острова армией США в 1898—1902 годах и в дореволюционный период в 1902—1958 годах.
В случае почтовых карточек в течение более 50 первых лет их использования не было никакого первого дня их выпуска в том виде, в каком он известен нам теперь. Почтовые карточки совсем не обязательно должны были быть в наличии в какой-либо объявленный день, поскольку почтмейстерам было приказано исчерпывать имеющиеся их запасы перед заказом новых. Ранее 1926 года первые известные почтовые штемпели имеют датировку до нескольких месяцев после объявленной даты поступления карточек в обращение.

## Коллекционирование
Выходящие маркированные конверты могут быть разных размеров, разного цвета или формы, что часто остаётся без уведомления об этом общественности. Коллекционирование первых известных почтовых штемпелей для конкретной разновидности требует постоянного поиска.
Первые известные почтовые штемпели коллекционируют на цельных вещах или конвертах в полном виде, то есть собирают конверты целиком. Очевидная причина для этого заключается в том, что высечку (определяющую форму клапанов конверта) или размер конверта невозможно установить по вырезке или полному углу, даже если на них представлен оттиск всего штемпеля.
Первые известные почтовые штемпели собирают также и на почтовых карточках.